# 텔레오르만주

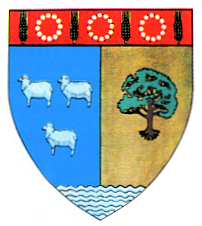
주 문장

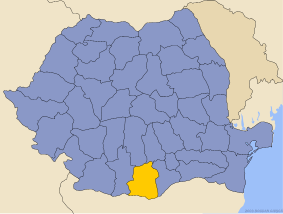
텔레오르만 주의 위치

텔레오르만주(루마니아어: Judeţul Teleorman)는 루마니아 남부 문테니아 지방에 위치한 주로, 주도는 알렉산드리아이며 면적은 5,790km2, 인구는 436,025명(2002년 기준), 인구 밀도는 75명/km2, ISO 3166-2 코드는 RO-TR이다. 동쪽으로는 지우르지우 주, 서쪽으로는 올트 주, 북쪽으로는 아르제슈 주와 듬보비차 주, 남쪽으로는 불가리아 플레벤 주와 벨리코터르노보 주, 루세 주와 접하며 3개 시와 2개 마을, 92개 지방 자치체를 관할한다.
"텔레오르만"이라는 이름은 쿠만인에서 유래된 이름이다. 이는 "이색적인 숲"(Deli orman), 즉 "울창하고 그림자가 많은 숲"이라는 뜻을 가진 쿠만어 이름에서 유래된 이름이다. 불가리아 북동부에 있는 루도고리에 고원의 터키어 이름에도 이와 비슷한 말이 있다.

## 인구
주 전체 인구 가운데 96.76%는 루마니아인이며 3.18%는 로마인이다.

## 경제
주의 주요 산업으로는 식품 및 음료 제조 산업, 직물 산업, 화학 공업, 기계 부품 제조업이 있다. 대규모 농업과 소규모 농업이 발달했으며 부쿠레슈티로 공급되는 과일과 채소가 생산된다. 관개 시설이 정비되어 있다.